# Virginia Woolf
Adeline Virginia Woolf, nata Stephen (Londra, 25 gennaio 1882 – Rodmell, 28 marzo 1941), è stata una scrittrice, saggista e attivista britannica.
Considerata come una delle principali figure della letteratura del XX secolo, attivamente impegnata nella lotta per la parità di diritti tra i sessi, fu, assieme al marito, militante del fabianesimo. Nel periodo fra le due guerre fu componente del Bloomsbury Group e figura di rilievo nell'ambiente letterario londinese.
Le sue opere più famose comprendono i romanzi La signora Dalloway (1925), Al faro (1927) e Orlando (1928). Tra le opere di saggistica emergono Il lettore comune (1925) e Una stanza tutta per sé (1929); in quest'ultima opera compare la celebre citazione: «Una donna deve avere denaro, cibo adeguato e una stanza tutta per sé se vuole scrivere romanzi».
I suoi lavori sono stati tradotti in oltre cinquanta lingue. Ricordiamo le traduzioni di Jorge Luis Borges, Marguerite Yourcenar, Giulia Niccolai, Cristina Campo e Nadia Fusini.

## Biografia
Nacque come Adeline Virginia Stephen a Londra nel 1882, dalle seconde nozze dei suoi genitori entrambi precedentemente vedovi. Suo padre, sir Leslie Stephen, fu autore, storico, critico letterario e alpinista. Sua madre, Julia Prinsep Jackson (1846-1895), nacque in India dal dottor John Jackson e dalla moglie Maria Theodosia "Mia" Pattle e in seguito si trasferì con la madre in Inghilterra dove iniziò una carriera come modella per pittori come Edward Burne-Jones. Oltre ai rispettivi figli di primo letto e Virginia, gli Stephen ebbero anche un'altra figlia e due figli: Vanessa, Julian Thoby e Adrian. Julia aveva già avuto tre figli dal suo primo marito, Herbert Duckworth: George Herbert Duckworth, Stella Duckworth e Gerald de l'Etang Duckworth. Leslie aveva avuto una figlia dalla sua prima moglie, Marian Harriett "Minny" Thackeray: Laura Makepeace Stephen, successivamente dichiarata mentalmente instabile.

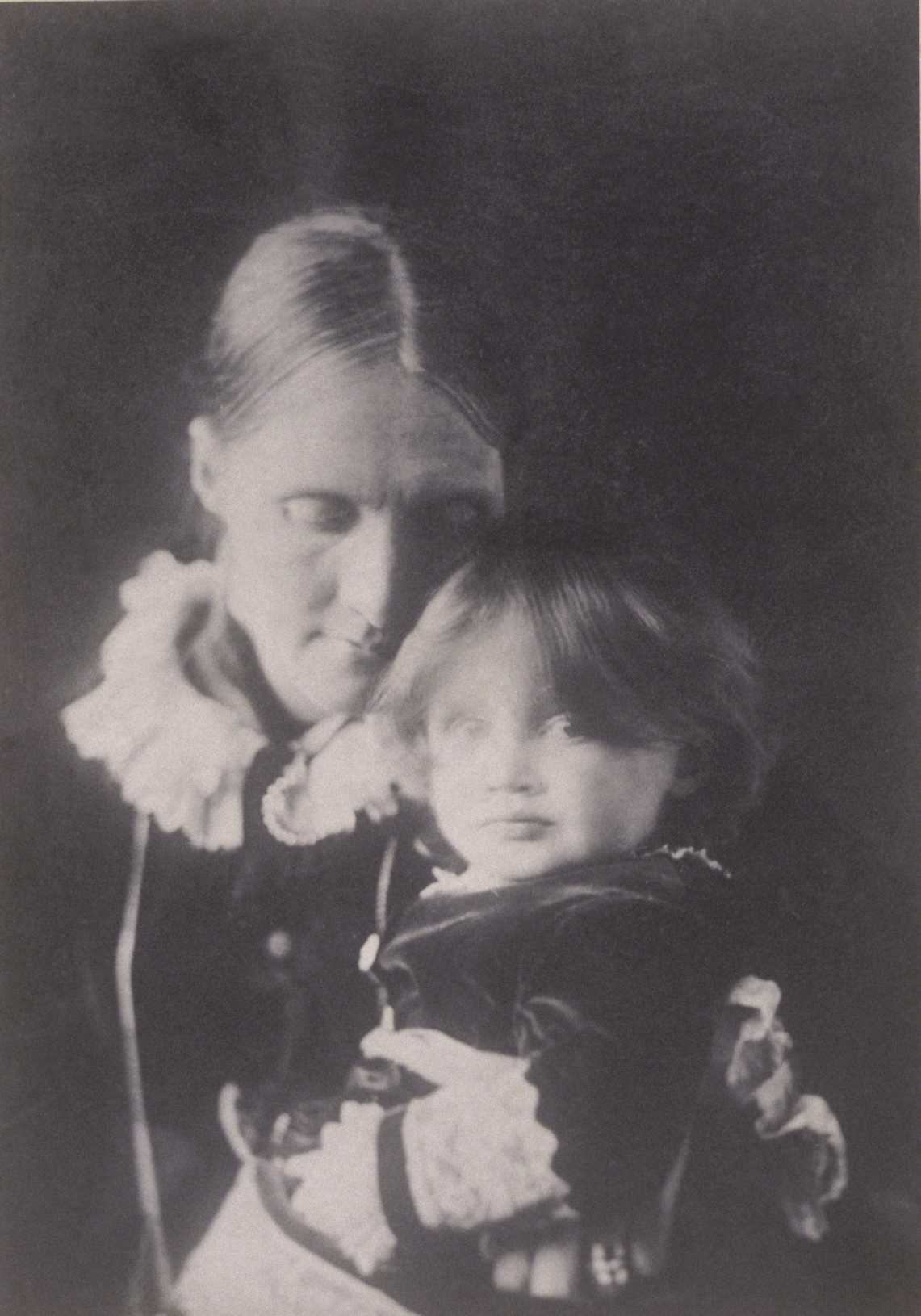
La piccola Virginia con la madre (1884)

Leslie Stephen, quale letterato di fama nell'ambiente inglese e per la sua parentela con William Makepeace Thackeray, padre della prima moglie Minny, fece sì che la sua prole fosse allevata in un ambiente riccamente influenzato dalla società letteraria vittoriana. Henry James, Thomas Stearns Eliot, George Henry Lewes, Julia Margaret Cameron – zia di Julia Prinsep Jackson – e James Russell Lowell, padrino della stessa Virginia, furono tra i più frequenti visitatori di casa Stephen. Anche la madre della giovane scrittrice aveva rapporti ed affinità con personaggi di rilievo; un trisavolo di Virginia, Ambrose Pierre Antoine de l'Etang (1757-1840) era servitore di Maria Antonietta e proveniva da una famiglia che aveva lasciato vive impronte nella società britannica del tempo, modelli per artisti e fotografi successivi. A Virginia, come prescriveva la regola educativa vittoriana, non fu concesso di frequentare alcun istituto scolastico. La madre si premurò di darle direttamente o indirettamente lezioni di latino e francese, e il padre le consentì sempre di leggere i libri che teneva nella biblioteca del suo studio.

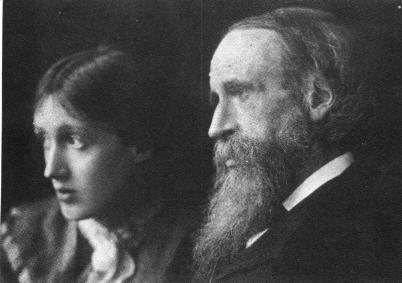
Virginia Woolf con il padre, Sir Leslie Stephen (1902).

Virginia e il fratello Thoby manifestarono subito la loro inclinazione letteraria e diedero vita a un giornale domestico, Hyde Park Gate News, in cui scrivevano storie inventate dando vita a una sorta di diario familiare. Secondo le memorie di Woolf, i ricordi più vivi e sereni della sua infanzia non erano quelli di Londra ma quelli di Saint Ives in Cornovaglia, dove la famiglia passò ogni estate fino al 1895 e dove fece importanti conoscenze per esempio con George Meredith e Henry James. La residenza estiva degli Stephen, Talland House, guardava sulla Baia di Porthminster. Le memorie e le impressioni di queste vacanze in famiglia confluirono e influenzarono successivamente uno dei suoi scritti di maggior successo, Gita al faro. Tuttavia il periodo di felicità non durò molto. Nel 1895, a soli tredici anni Virginia venne colpita da un primo grave lutto: la morte della madre. Il padre, anche lui duramente colpito dalla perdita, vendette l'amata casa al mare. Dal 1897 al 1901, Virginia studiò storia e lettere classiche al prestigioso King's College London. L’anno in cui fu ammessa agli studi universitari, morì anche la sorellastra, Stella, e nel 1904 il padre. Questi eventi portano al primo serio crollo nervoso di Virginia.
Nel racconto autobiografico Momenti di essere e altri racconti riportò che lei e la sorella Vanessa Bell subirono abusi sessuali da parte dei fratellastri George e Gerald Duckworth. Questo ha sicuramente influito sui frequenti esaurimenti nervosi, sulle crisi maniaco-depressive e sui forti sbalzi d'umore che hanno caratterizzato la vita della scrittrice e che la portarono, dopo diversi tentativi, al suicidio. Le moderne tecniche diagnostiche hanno portato a una postuma diagnosi di disturbo bipolare unito, probabilmente, negli ultimi anni, a una psicosi.

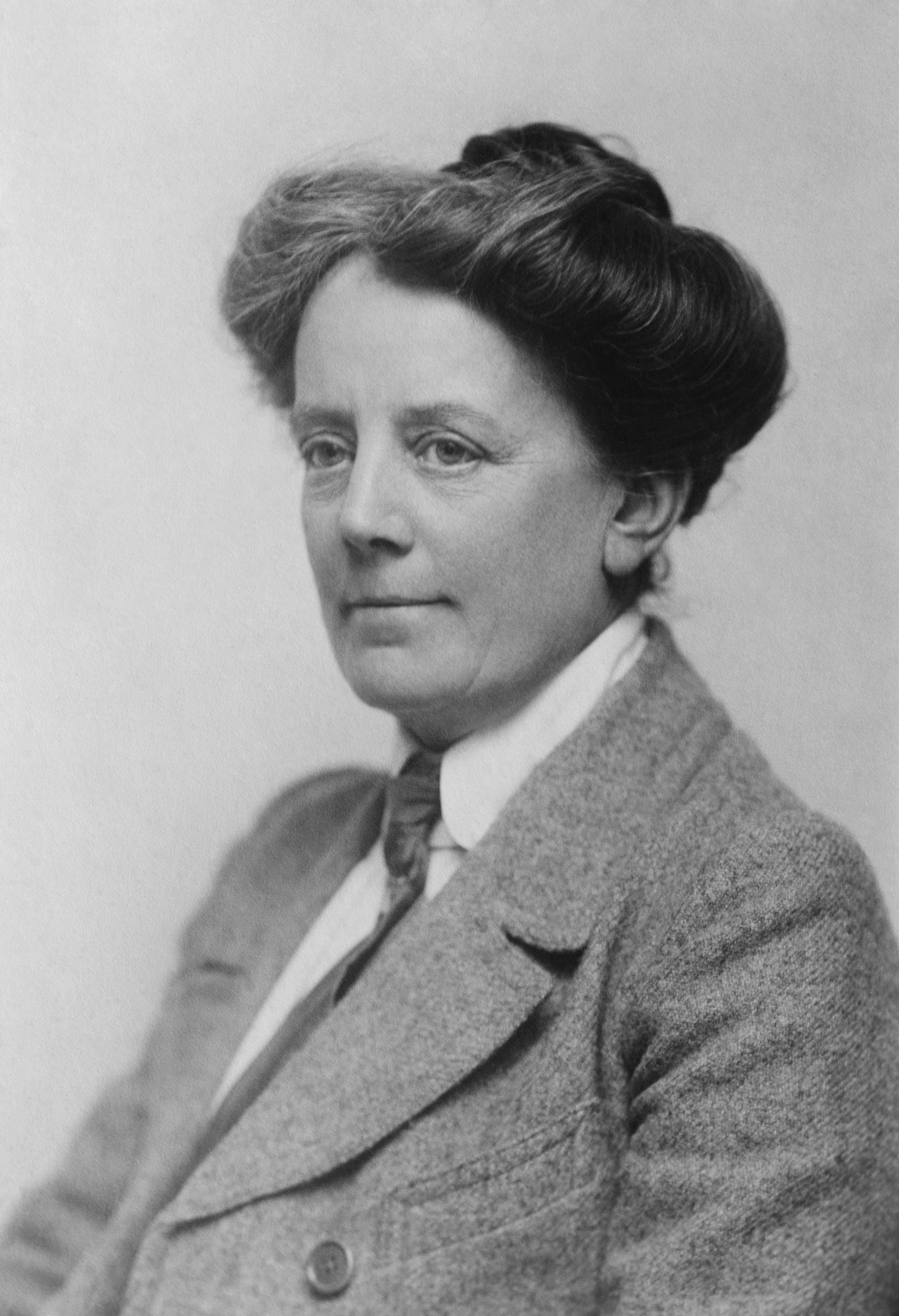
Ethel Smyth

Dopo la morte del padre, dunque, si trasferì con la sorella a Bloomsbury, dove con lei diede vita al primo nucleo del circolo intellettuale noto come Bloomsbury Group. Cominciò a scrivere nel 1905, inizialmente, per il supplemento letterario del Times. Fece conoscenza con importanti intellettuali, tra cui Bertrand Russell, Edward Morgan Forster, Ludwig Wittgenstein e colui che successivamente diventò suo marito. Il gruppo si fece chiamare Gli apostoli. Nel 1912 sposò Leonard Woolf, un teorico della politica. Il suo primo libro The Voyage Out (La crociera), fu pubblicato nel 1915. Ebbe relazioni con alcune donne come Violet Dickinson, Vita Sackville-West, Ethel Smyth, che influenzarono profondamente la sua vita e le sue opere letterarie.
Assieme ai fratelli Thoby e Vanessa si trasferì da Hyde Park Gate nel quartiere londinese di Bloomsbury, in Gordon Square, dove prese vita il Bloomsbury set, formato da coloro che ormai sono gli ex Apostoli. Esso venne destinato a dominare per oltre un trentennio la cultura e la letteratura inglesi. Nacquero così le "serate del giovedì"; riunioni alle quali parteciparono personaggi intellettuali di alta posizione per discutere di politica, lettere e arte. Alimentata da questo clima di fervore intellettuale Virginia iniziò a dare ripetizioni serali alle operaie in un collegio della periferia. Intanto si era avvicinata ai gruppi delle suffragette, pubblicando le prime critiche letterarie (per il Times Literary Supplement, il Guardian, il Cornbill e la National Review) e proseguendo la scrittura dei suoi futuri successi. Nel 1913 però, dopo aver scritto il primo libro, cadde in una seconda depressione e tentò il suicidio. Per farle trovare fiducia ed equilibrio, il marito le propose di fondare un'impresa editoriale e nel 1917 nacque la Hogarth Press per la quale pubblicarono fra gli altri Katherine Mansfield, Italo Svevo, Sigmund Freud, Thomas Stearns Eliot, James Joyce e la stessa Virginia.

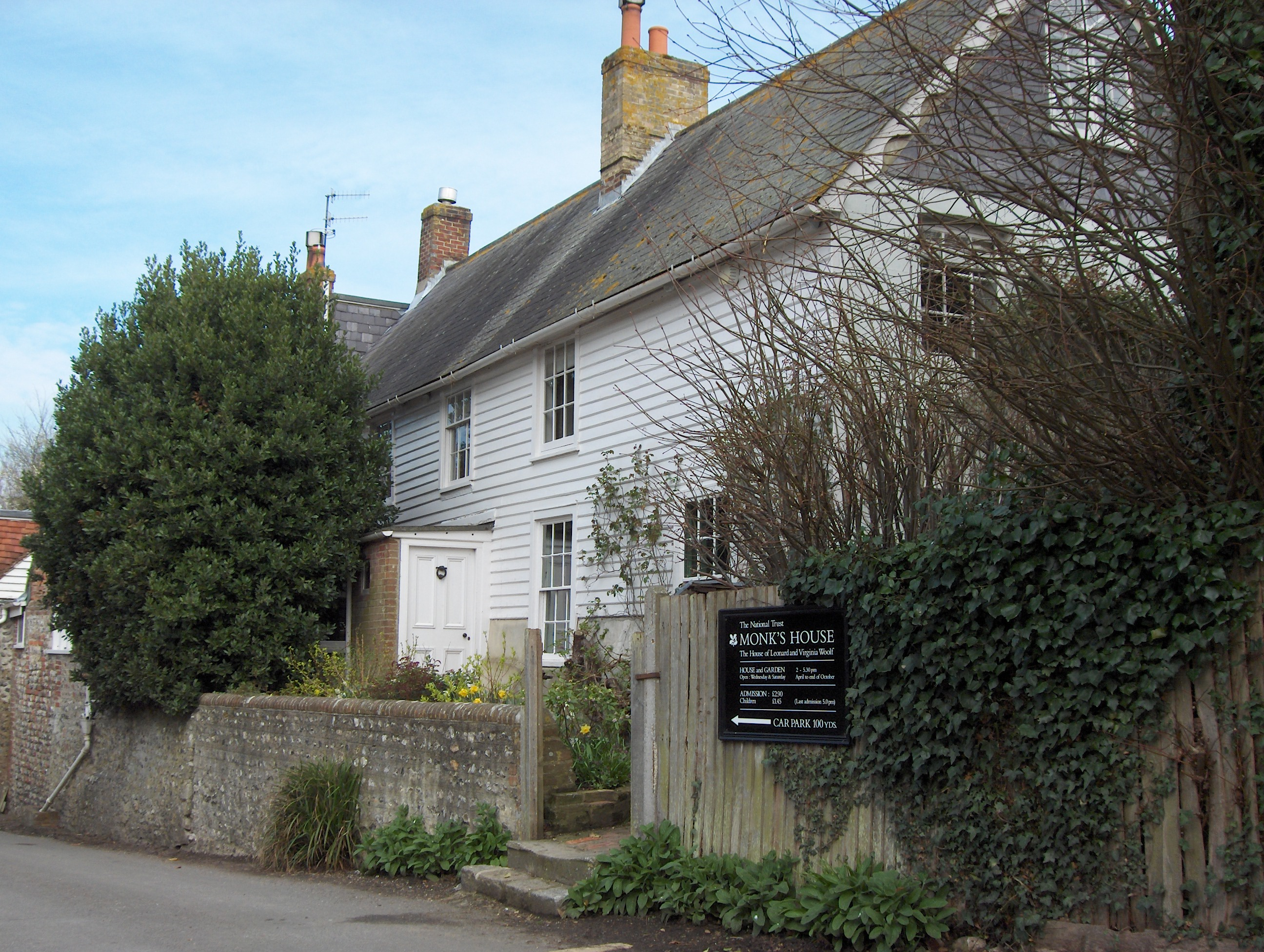
Monk's House

Nel 1919 pubblicò il racconto Kew Gardens e il romanzo Notte e giorno. Nelle opere successive apparve chiaro e definitivo l'utilizzo dello stile del "flusso di coscienza" (La signora Dalloway e Gita al faro). Virginia fu attivista all'interno dei movimenti femministi per il suffragio delle donne e rifletté più volte, nelle sue opere, sulla condizione femminile. In Una stanza tutta per sé, del 1929, trattò il tema della discriminazione del ruolo della donna mentre in Le tre ghinee, del 1938, approfondì quello della figura dominante dell'uomo nella storia contemporanea. Il rapporto con la donna venne visto anche sul piano sentimentale dalla stessa Woolf con la sua storia d'amore con Vita Sackville-West che si rifletté nel romanzo Orlando.
Nell'estate del 1940 pubblicò l'ultima opera; Tra un atto e l'altro, mentre la Gran Bretagna era in guerra. Intanto le sue crisi depressive si fecero sempre più violente e incalzanti. La scrittrice amava circondarsi di persone, ma quando era sola ricadeva nello stato d'ansia e negli sbalzi d'umore tipici della malattia. Il procedere della guerra contribuì ad aumentare le sue fobie finché, il 28 marzo del 1941, all'età di 59 anni, Virginia si riempì le tasche di sassi e si gettò nel fiume Ouse nei pressi di Rodmell, nel Sussex, non lontano da Monk's House, la casa dove abitava, annegandovi. Al marito Leonard lasciò una toccante lettera:
(Virginia Woolf)

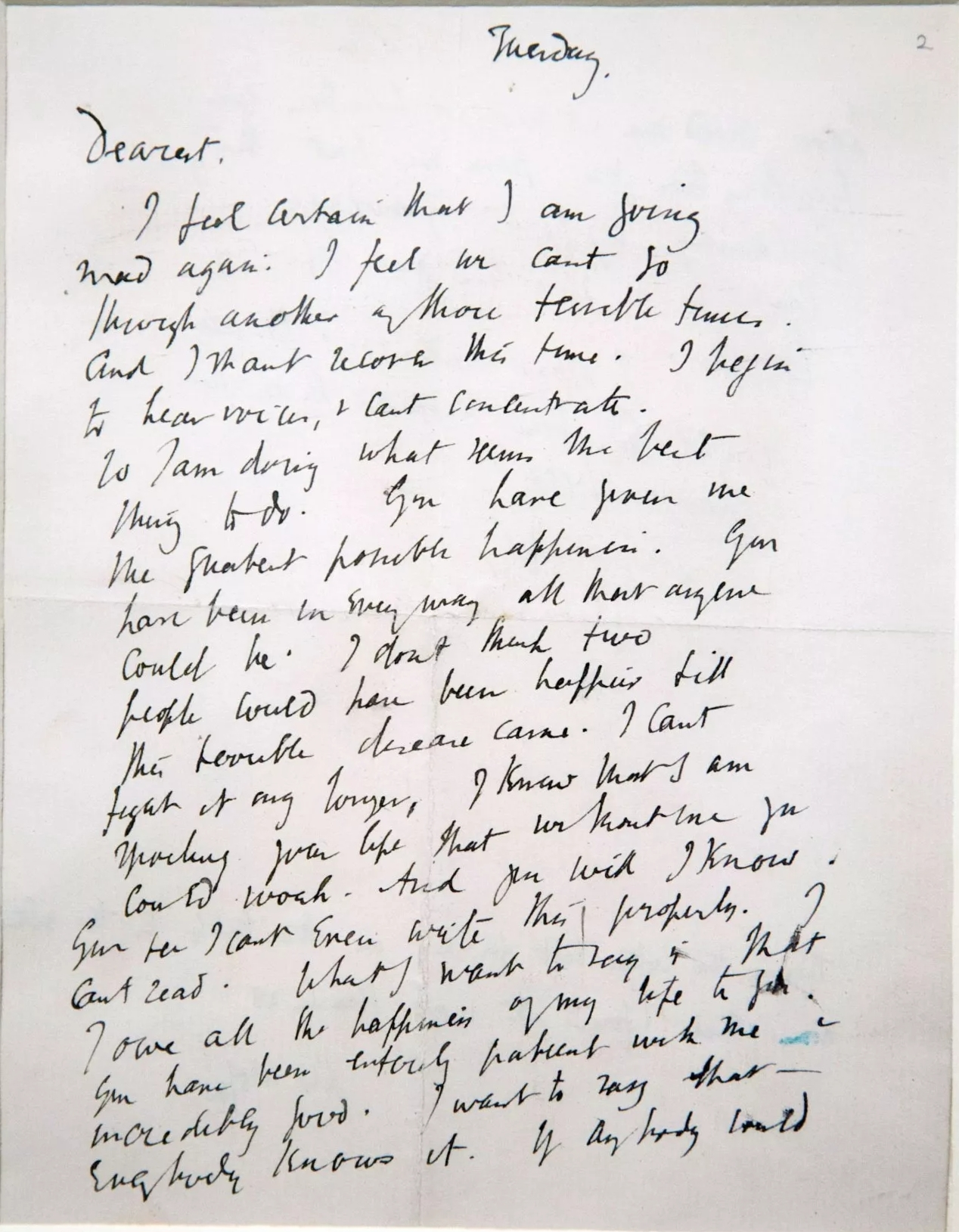
Manoscritto della lettera d'addio di Virginia Woolf a suo marito.

Leonard fece cremare il suo corpo e seppellì le ceneri sotto un olmo nel giardino di Monk's House. Anni dopo anche le ceneri del consorte furono poste nello stesso luogo.

## Attività letteraria
(Virginia Woolf, Una stanza tutta per sé, 1929)

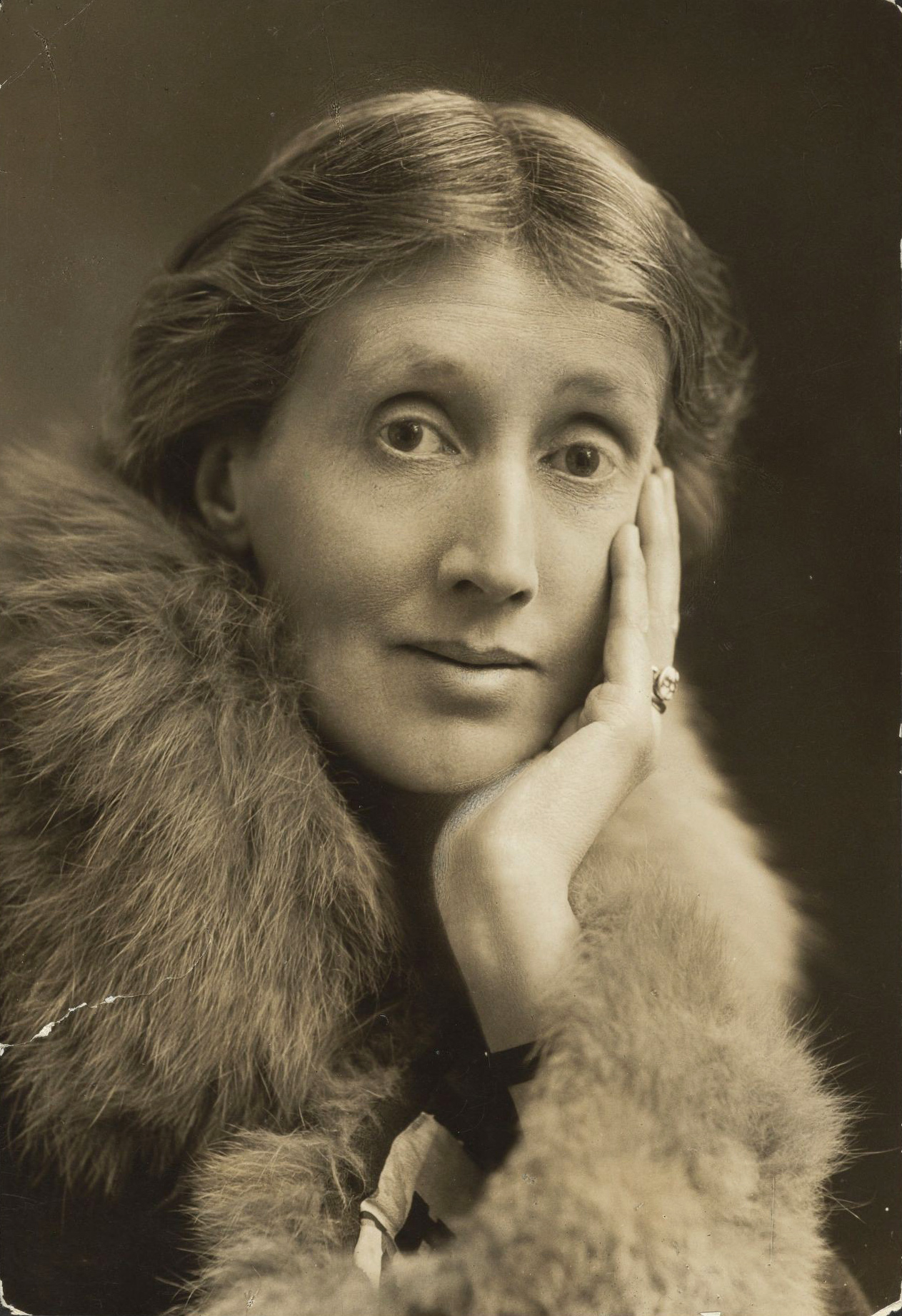
Virginia Woolf, 1927 circa.

Woolf iniziò a scrivere professionalmente già dal 1905, inizialmente solo per il supplemento letterario della rivista Times, poi come autrice di romanzi. La sua prima opera, La crociera fu pubblicata nel 1915 dalla casa editrice fondata da Gerald Duckworth. Questo romanzo era stato originariamente intitolato Melymbrosia, ma Woolf cambiò più volte il suo progetto. Una recente versione è stata ricostruita da una studiosa moderna di Woolf, Louise DeSalvo, ed è ora a disposizione del pubblico. DeSalvo sostiene che molti dei cambiamenti operati dalla scrittrice nel testo sono adattati per rispondere ai cambiamenti nella propria vita.

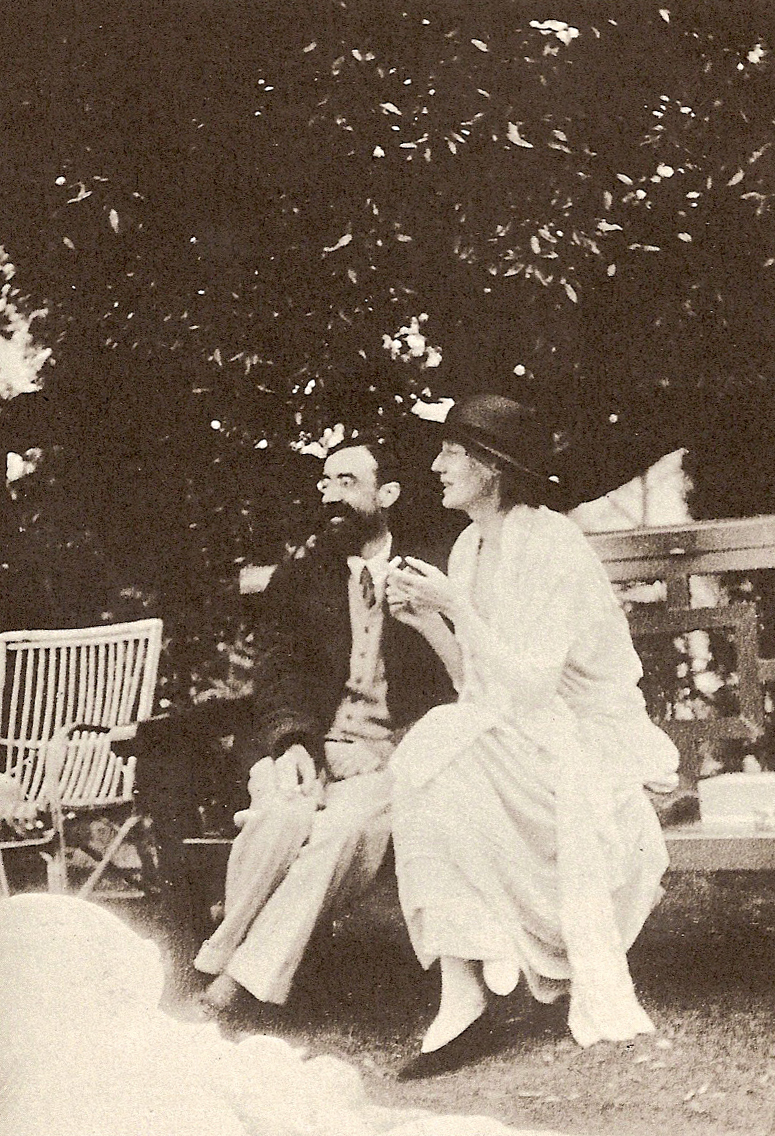
Lytton Strachey e Virginia Woolf a Garsington, 1923.

Woolf pubblicò romanzi e saggi per un pubblico intellettuale, e sia da questi ultimi che dalla critica ottenne un immenso successo. Molto del suo lavoro fu auto-pubblicato attraverso la Hogarth Press, fondata da lei e dal marito Leonard. Già in vita fu salutata come una delle più grandi romanziere del XX secolo e uno dei principali personaggi modernisti. Fu considerata una profonda innovatrice dello stile e della lingua inglesi. Nella sua opera complessiva sperimentò la tecnica del flusso di coscienza e dotò i suoi personaggi di uno straordinario potere psichico ed emotivo. La sua reputazione ebbe un forte calo dopo la seconda guerra mondiale, ma la sua fama aumentò nuovamente con l'aumento della critica femminista negli anni settanta.
Il suo lavoro venne criticato per le frequenti frecciate rivolte all'intelligentia della classe media britannica. Alcuni critici ritennero che fosse privo di universalità e profondità, senza il potere di comunicare nulla di emotivo o di rilevante eticamente alle comuni lettrici e lettori stanchi degli esteti degli anni venti del novecento. Fu anche etichettata da alcuni come una antisemita, nonostante il suo matrimonio con un uomo ebreo. Scrisse nel suo diario: «Non mi piace la voce del popolo ebraico; non mi piace il ridere del popolo ebraico».
Le peculiarità individuate nel lavoro di Virginia Woolf come scrittrice di narrativa hanno oscurato la forza centrale della sua qualità stilistica: la grande liricità della sua prosa. I suoi romanzi sono altamente sperimentali: un racconto, spesso banale, è rifrangente e, talvolta, quasi disciolto in caratteri di squisitamente ricettiva coscienza. Intenso liricismo e virtuosismo stilistico sono fusi per creare un mondo sovrabbondante di impressioni visive e uditive.

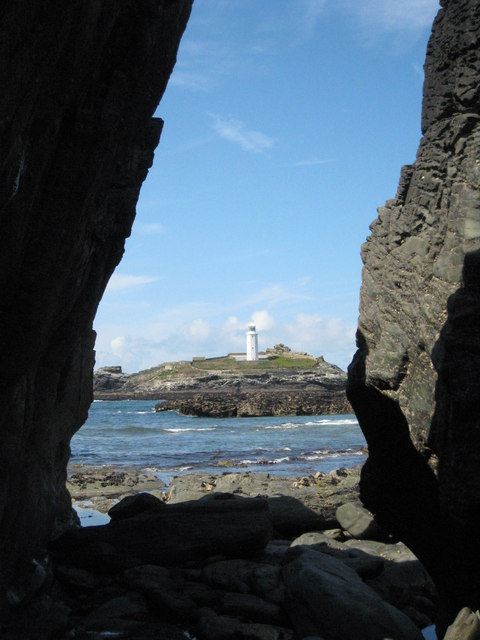
Il faro di Godrevy, che ispirò Gita al faro.

L'intensità poetica di Virginia Woolf eleva normali impostazioni – spesso ambienti di guerra – nella maggior parte dei suoi romanzi. Ad esempio, La signora Dalloway (1925) è centrato sulla figura di Clarissa Dalloway, una donna di mezza età, e sul suo sforzo di organizzare una festa. La vicenda è però vista parallelamente a quella di Septimus Warren Smith, un veterano che è tornato dalla prima guerra mondiale con cicatrici psicologiche profonde.
Gita al faro (1927) è impostato su due giorni e dieci anni. La trama ruota attorno alla famiglia Ramsay, in anticipazione alla visita a un faro e le tensioni familiari connesse. Uno dei temi principali del romanzo è la lotta nel processo creativo che affligge la pittrice Lily Briscoe (che sembra ricordare la sorella di Virginia, Vanessa Bell) mentre lotta per dipingere in mezzo al dramma familiare. Il romanzo è anche una meditazione sulla vita degli abitanti di una nazione nel mezzo di una violenta guerra.
Le onde (1931), romanzo definito "rivoluzionario" da Marguerite Yourcenar, è l'opera in cui il suo sperimentalismo è più spinto, e presenta un gruppo di sei amici le cui riflessioni, che sono più vicine a quelle di recitativi monologhi interiori, sono volte a creare un'atmosfera che rende l'opera più simile a un poema in prosa che a un semplice romanzo. Nel suo ultimo lavoro, Tra un atto e l'altro (1941), scritto sotto i bombardamenti dell'aviazione tedesca, emerge la minaccia portata all'arte e al genere umano dalla guerra. L'opera riassume e magnifica le preoccupazioni e le ansie che afflissero Virginia Woolf: la trasformazione della vita attraverso l'arte, l'ambivalenza sessuale, e la meditazione sui temi del flusso del tempo e della vita. Si presenta simultaneamente come corrosione e ringiovanimento di tutti i temi in una narrazione straordinariamente fantasiosa e simbolica.

## Lingua e stile
Con le stesse tecniche operate da James Joyce in Irlanda, Marcel Proust in Francia e Italo Svevo in Italia, Virginia Woolf abbandonò la tecnica di narrazione tradizionale per svilupparne una più moderna. Eliminando la forma comune di dialogo diretto e la struttura tradizionale della trama, porta l'attenzione del romanzo al monologo interiore del soggetto preso in questione. Il tempo si differenzia per l'assenza di una cronologia precisa. La narrazione procede attraverso spostamenti in avanti e all'indietro nel tempo assieme, la maggior parte delle volte, a pensieri e ricordi suscitati dall'ambiente circostante. Woolf è in grado di rappresentare lo scorrere del tempo in dodici ore (La signora Dalloway), in pochi giorni (Tra un atto e l'altro), in diversi anni (Gita al faro) o addirittura in tre secoli (Orlando).
Il linguaggio si presenta particolarmente raffinato e ricercato, ricco di similitudini, metafore, assonanze, e allitterazioni usato per esprimere il flusso di coscienza. Il tempo non è visto come uno scorrere perenne bensì come una serie di momenti staccati successivamente riuniti dall'associazione di idee o dall'immaginazione. La psicologia dei vari personaggi è continuamente sfruttata nelle trame e continuamente la forma letteraria e stilistica viene alterata dall'identità della figura, in uno scambio continuo, un'attenta corrispondenza tra l'esigenza psicologica e quella linguistica.

## Attività critica
Dal dicembre 1904 a marzo 1941, Virginia Woolf pubblicò anche diversi articoli e recensioni su giornali e riviste, soprattutto su The Times Literary Supplement, quindi su Athenaeum, New Statesman, London Mercury e Criterion in Inghilterra, e New Republic, Vogue, Dial, New York Herald Tribune e Yale Review negli USA. In questi saggi, gusto letterario e critica sociale spesso si fondono, utilizzando anche schizzi biografici e note di immaginazione, secondo una tradizione che può risalire a William Hazlitt, Thomas de Quincey e Walter Pater, ma con maggiore attenzione all'arte di scrivere in quanto tale e al contesto in cui le autrici e gli autori vengono ritratti, soprattutto quando donne. In generale, Woolf adottò una prospettiva di vicinanza e simpatia come critica e così suggerì di fare come lettrice, avvicinandosi quasi fosse possibile essere concretamente presente alla persona, all'opera e al periodo che prese in esame.
In Modern Fiction (1919) e in Mr. Bennett e Mrs. Brown (1929) distinse scrittori detti "Edwardians" (come H. G. Wells, Arnold Bennett o John Galsworthy) da altri detti "Georgians" (E. M. Forster, David Herbert Lawrence, James Joyce, Lytton Strachey e, senza nominarsi ma chiaramente, se stessa), accusando i primi di essere troppo materialisti e non riuscire a costruire interiorità nei personaggi, come fossero case senza nessuno dentro. Leggere, dopotutto, fu da lei definito un processo emozionale aperto, non il risultato di un prodotto geometrico chiuso.

## Opere

### Romanzi
- The Voyage Out, 1915 - La crociera
- Night and Day, 1919 - Notte e giorno
- Jacob's Room, 1922 - La stanza di Jacob
- Mrs Dalloway, 1925 - La signora Dalloway
- To the Lighthouse, 1927 - Al faro
- Orlando: A Biography, 1928 - Orlando
- The Waves, 1931 - Le onde
- The Years, 1937 - Gli anni
- Between the Acts, 1941 - Tra un atto e l'altro (postumo)

### Racconti brevi
- Scenes of London (Scene di Londra, 1931)
- Una casa infestata (A Haunted House)
- Una Società (A Society)
- Lunedì o Martedì (Monday or Tuesday)
- Un Romanzo Mai Scritto (An Unwritten Novel)
- Quartetto d'archi (The String Quartet)
- Verde e Blu (Blue & Green)
- Kew Gardens
- Il Segno Sul Muro (The Mark on the Wall)
- Il nuovo abito (The New Dress)
- La duchessa e il gioielliere (The Duchess and the Jeweller)

### Saggi
- 1919 Modern Fiction (poi rivisto in The Common Reader)
- 1923 How It Strikes a Contemporary
- 1924 Mr. Bennett e Mrs. Brown
- 1925 The Common Reader (nuova ed., a cura di Andrew McNeillie, 1984)
  -  Il lettore comune, traduzione di V. Sanna, prima serie, a cura di Daniela Guglielmino, Collana Lecturae, Genova, Il Melangolo, 1995, ISBN 978-88-7018-282-8.
  -  Il lettore comune, traduzione di Elena Bollati, Collana Antidoti, Roma, Elliot, 2022, ISBN 978-88-927-6113-1. [le due serie sono qui riunite in unico volume]
- 1926 The Cinema - Il Cinema (pubblicato per la prima volta in Arts, giugno 1926)
- 1926 How Should One Read a Book?
- 1927 The Narrow Bridge of Art
- 1927 The Art of Fiction
- 1929 A Room of One's Own - Una stanza tutta per sé
- 1929 Women and Fiction
- 1932 A Letter to a Young Poet
- 1932 The Second Common Reader (nuova ed., a cura di Andrew McNeillie, 1986)
  - Il lettore comune. Seconda serie, a cura di Daniela Guglielmino, Collana Lecturae, Genova, Il Melangolo, 1996, ISBN 978-88-7018-318-4.
- 1937 Craftsmanship
- 1938 Three Guineas - Le tre ghinee
- 1940 The Leaning Tower
- 1942 The Death of the Moth (postumo)
- 1947 The Moment (postumo)
- 1950 The Captain's Death Bed (postumo)
- 1958 (EN) Granite and Rainbow. (postumo)
- 1967 Collected Essays (a cura di Leonard Woolf, raccolta in quattro volumi comprendente le due serie di Common Reader, e i volumi postumi tranne il Diario)
- 1979 Women and Writing (antologia a cura di Michèle Barrett)
- 1987-2011 The Essays (raccolta completa in sei volumi)
  - vol. 1: 1904-1912, a cura di Andrew McNeillie (1987)
  - vol. 2: 1912-1918, a cura di Andrew McNeillie (1989)
  - vol. 3: 1919-1924, a cura di Andrew McNeillie (1991)
  - vol. 4: 1925-1928, a cura di Andrew McNeillie (1994)
  - vol. 5: 1929-1932, a cura di Stuart N. Clarke (2009)
  - vol. 6: 1933-1941, a cura di Stuart N. Clarke (2011)
- 2012 Walter Sickert: A Conversation trad. Vittoria Scicchitano, Walter Sickert: Una Conversazione, Damocle, Chioggia-Venezia, 2012
- 2022 Walter Sickert: A Conversation trad. Alessandro Passi, Walter Sickert: Una Conversazione, Damocle, Venezia, 2022
- 2022 The Russian Point of View - Il punto di vista russo - Русская точка зрения trad. Alessandro Passi, Перевод Марии Емельяновой, Damocle, Venezia, 2022

### Biografie
- 1933 Flush: A Biography - Flush, vita di un cane
- 1940 Roger Fry: A Biography - Biografia di Roger Fry, trad. Valeria La Peccerella, Elliot Edizioni, 2012, Castelvecchi, 2014; a cura di Nadia Fusini, Mondadori, 2013.

### Teatro
- 1935 Freshwater

### Diari e memorie
- A Passionate Apprentice: The Early Journals 1897-1909, a cura di Mitchell A. Leaska, London, Hogarth Press, 1990. Dai taccuini relativi al periodo 1905-1909 sono stati pubblicati in Italia i seguenti libri:
  - Diari di viaggio in Italia, Grecia e Turchia, trad. e cura di Francesca Cosi e Alessandra Repossi, Fidenza, Mattioli 1885, 2011, ISBN 978-88-6261-222-7.
  - Qui è rimasto qualcosa di noi. Diari di viaggio in Gran Bretagna, trad. e cura di Francesca Cosi e Alessandra Repossi, Fidenza, Mattioli 1885, 2012, ISBN 978-88-6261-290-6.
- A Writer's Diary, selezione postuma tratta dai Diari, Introduzione e scelta a cura di Leonard Woolf, 1953
  - Diario di una scrittrice, trad. Giuliana De Carlo, Prefazione di L. Woolf, Milano, Mondadori, 1959-1981; Prefazione di Ali Smith, Roma, Minimum fax, 2005-2019.
  - Diari 1925-1930, trad. e commento di Bianca Tarozzi, Collana BUR alta fedeltà, Milano, BUR-Rizzoli, 2012, ISBN 978-88-170-5851-3
- The Diary of Virginia Woolf, a cura di Anne Olivier Bell,[21] 5 volumi:
  - vol. 1: 1915-1919 (1977)
    - Diari vol. I, trad. e cura di Giovanna Granato, Introduzione di Mario Fortunato, Collana Overlook, Milano-Firenze, Bompiani, 2022, ISBN 978-88-301-0476-1. pagine 496

  - vol. 2: 1920-1924 (1980)
    - Diari vol. II,  trad. e cura di Giovanna Granato, Introduzione di Mario Fortunato, Collana Overlook, Milano-Firenze, 2023, ISBN 978-88-301-1939-0. pagine 512

  - vol. 3: 1925-1930 (1981)
  - vol. 4: 1931-1935 (1983)
  - vol. 5: 1936-1941 (1985)
- Carlyle's House and Other Sketches, a cura di David Bradshaw, Prefazione di Doris Lessing, London, Hesperus Press, 2003, ISBN 978-1-84391-055-8.
  -  Casa Carlyle, traduzione di A. Gallenzi ed E. Minervini, Collana Oscar Scrittori moderni, Milano, Mondadori, 2004, ISBN 978-88-045-3474-7.
- The Platform of Time: Memoirs of Family and Friends, Introduzione e cura di S. P. Rosenbaum, London: Hesperus Press, 2007, ISBN 978-18-439-1709-0.
- Diari di viaggio in Italia e in Europa, trad. di Francesca Cosi e Alessandra Repossi, Fidenza, Mattioli 1885, 2016, ISBN 978-88-6261-532-7
- Ultimi viaggi in Europa, trad. e cura di Francesca Cosi e Alessandra Repossi, Fidenza, Mattioli 1885, 2013, ISBN 978-88-6261-357-6. [estratti dai taccuni relativi al periodo 1931-1938]

### Lettere
- The Letters, a cura di Nigel Nicolson e Joanne Trautmann, 6 volumi:
  - Flight of the Mind, vol. 1: 1888-1912 (1980), trad. Andrea Cane, Il volo della mente. Lettere 1888-1912, Collana Supercoralli, Einaudi, Torino 1979-1980, pp. XXIV-676.
  - The Question of Things Happening, vol. 2: 1912-1922 (1976 - 1992), trad. Silvia Gianetti, Le cose che accadono. Lettere 1912-1922, Collana Supercoralli, Einaudi, Torino, 1980, pp. XXII-784.
  - A Change of Perspective, vol. 3: 1923-1928 (1977), trad. Silvia Gariglio, Cambiamento di prospettiva. Lettere 1923-1929, Collana Supercoralli, Einaudi, Torino, 1982, pp. XVIII-762.
  - A Reflection of the Other Person, vol. 4: 1929-1931 (1981), trad. Camillo Pennati, Un riflesso dell'altro. Lettere 1929-1931, Collana Supercoralli, Einaudi, Torino, 1985, pp.
  - The Sickle Side of the Moon, vol. 5: 1932-1935 (1982), trad. Silvia Gariglio, Falce di luna. Lettere 1932-1935, Collana Supercoralli, Einaudi, Torino, 2002, pp. XVI-599.
  - Leave the Letters Till We're Dead, vol. 6: 1936-1941 (1983) (non tradotto)
- Tutto ciò che vi devo. Lettere alle amiche, trad. Eusebio Trabucchi, Collana I Pacchetti, L'orma editore, Roma, 2014.
- Mio carissimo rospo. Lettere dal 1888 al 1900, traduzione di V. La Peccerella, Roma, Elliot, 2016, ISBN 978-88-699-3048-5.
- Lettere a un giovane poeta [John Lehmann], traduzione di Camilla Salvago Raggi, Torino, Lindau, 2017, ISBN 978-88-670-8638-2.
- V. Woolf-Vita Sackville-West, Scrivi sempre a mezzanotte. Lettere d'amore e desiderio, traduzione di Elena Munafò, Collana Mele, Roma, Donzelli, 2019, ISBN 978-88-684-3883-8.
- V. Woolf-Lytton Strachey, Ti basta l'Atlantico? Lettere 1906-1931, a cura di Chiara Valerio e Alessandro Giammei, Collana Ritratti, Nottetempo, 2021, ISBN 978-88-745-2770-0.

## Nella cultura di massa
Virginia Woolf è stata interpretata sul grande schermo dall'attrice australiana Nicole Kidman nel film The Hours. La performance ha ottenuto critiche molto positive e la protagonista ha vinto l'Oscar, il Golden Globe, il BAFTA e alcuni dei premi più importanti nel campo cinematografico.
La vita di Virginia Woolf e degli altri membri del Bloomsbury Group è stata oggetto di una miniserie in 3 puntate prodotta e trasmessa dalla BBC nel 2015, dal titolo Life in Squares. A teatro, Woolf è stata interpretata da Maggie Smith a Stratford (1980) e Londra (1981) nella pièce biografica di Edna O'Brien Virginia. Nel 1994 Vanessa Redgrave ha interpretato Virginia Woolf a New York nel dramma di Eileen Atkins Vita & Virginia, tratto dalle lettere tra la Woolf e Vita Sackville-West; Atkins interpretava Vera e Zoe Caldwell curava la regia.
Il 10 febbraio 1910, quando aveva 28 anni, Virginia fu protagonista della cosiddetta beffa della Dreadnought, organizzata dal poeta e burlone Horace de Vere Cole. Cole riuscì a persuadere la Royal Navy a organizzare una visita della nave da parte di alcuni membri della casa reale abissina. In realtà, i dignitari "abissini" erano cinque amici di Cole, tra cui la scrittrice Virginia Woolf, camuffati da principi africani, che si divertirono a schernire i militari britannici. I cinque mandarono un telegramma al capitano della corazzata "Dreadnought", chiedendo di esservi ricevuti a bordo. Il capitano, sir William May, non ebbe sospetti neppure allorché Virginia e gli altri salirono sulla nave, perché il gruppo parlava un misto di swahili e latino, gridando ogni tanto "Bunga! Bunga!" tutte le volte che vedeva qualcosa di interessante. L'espressione "bunga bunga" divenne un modo per prendere in giro i marinai e in seguito entrò nel repertorio del music-hall.